# ميلان توميتش
ميلان توميتش (باليونانية: Μίλαν Τόμιτς)‏ مواليد 24 يوليو 1973 في بلغراد، جمهورية صربيا الاشتراكية، هو مدرب كرة سلة يوناني ولاعب سابق. بدأ مسيرته الاحترافية في سنة 1990. يبلغ طوله 6 قدم 2.75 بوصة (1.9 م). اعتزل اللعب في 2006. لعب مع نادي أولمبياكوس لكرة السلة وأورورا باسكت ييزي.

## روابط خارجية
- ميلان توميتش على موقع الدوري الأوروبي لكرة السلة (الإنجليزية)
- ميلان توميتش على موقع DraftExpress.com (الإنجليزية)
- ميلان توميتش على موقع بروبوليرز (الإنجليزية)
- ميلان توميتش على موقع سبورتس رفرنس (الإنجليزية)